# Спид, Люси
Лю́си Рене́ Спид (англ. Lucy Renee Speed; 31 августа 1976, Кройдон, Суррей, Англия, Великобритания) — английская актриса и балерина.

## Биография
Люси Рене Спид родилась 31 августа 1976 года в Кройдоне (графство Суррей, Англия, Великобритания) в семье Сидни Спида (род.1946) и Сьюзан Спид (в девичестве Солтер; род.1948). У Люси есть старший брат — Дэниел Стюарт Спид (род.1975).

## Карьера
Люси начала свою карьеру в качестве балерины и фотомодели в 1983 году.
В 1987 году Люси дебютировала в кино, сыграв Изольд Эрскин-Браун в эпизоде «Рампоул и старая, старая история» телесериала «Рампоул из Бэйли». В 1997 году она сыграла роль фабричной девушки в фильме «Цветы любви». Всего сыграла в 26-ти фильмах и телесериалах.

## Личная жизнь
С 12 сентября 2009 года Люси замужем за актёром Спенсером Хэйлером. У супругов есть дочь — Китти Бина Грэйс Хэйлер (род.20.05.2012).

## Избранная фильмография
| Год       |   | Русское название             | Оригинальное название            | Роль                                  |
| --------- | - | ---------------------------- | -------------------------------- | ------------------------------------- |
| 1987      | с | Рампоул из Бэйли             | Rumpole of the Bailey            | Изольд Эрскин-Браун                   |
| 1991      | ф | Экспромт                     | Impromptu                        | Орора в молодости                     |
| 1993—2010 | с | Чисто английское убийство    | The Bill                         | Викки Белам/Хэйли Робинсон/Стиви Мосс |
| 1997      | с | Новые приключения Робин Гуда | The New Adventures of Robin Hood | Айрис                                 |
| 1997      | ф | Цветы любви                  | Keep the Aspidistra Flying       | фабричная девушка                     |
| 1998      | ф | Влюблённый Шекспир           | Shakespeare in Love              | вторая шлюха                          |
| 2005      | с | Иерихон                      | Jericho                          | Бетт Дэдли                            |